# Melipona boliviana
Melipona boliviana là một loài Hymenoptera trong họ Apidae. Loài này được Schwarz mô tả khoa học năm 1932.